# 1782
1782 (MDCCLXXXII) je bilo navadno leto, ki se je po gregorijanskem koledarju začelo na torek, po 11 dni počasnejšem julijanskem koledarju pa na soboto.

## Dogodki
- 6. april - Rama I. postane siamski kralj in preseli prestolnico v današnji Bangkok.
- 30. november - Združeno kraljestvo in ZDA na mirovnih pogajanjih v Parizu sestavita sporazum, s katerim se bo končala ameriška vojna za neodvisnost (podpisan 3. septembra 1983)
- 14. december - prvi preskusni polet balona na vroč zrak bratov Montgolfier.

## Rojstva
- 19. marec - baron Wilhelm von Biela, avstrijski častnik, ljubiteljski astronom († 1856)
- 3. julij - Pierre Berthier, francoski geolog in rudarski inženir († 1861)
- 26. december - Filaret iz Moskve, Metropolit Moskve, ruski ortodoksni teolog († 1867)

## Smrti
- 17. marec - Daniel Bernoulli I., švicarski matematik, fizik (* 1700)
- 15. maj - Marquês de Pombal, portugalski predsednik vlade (* 1699)
- 27. december - Henry Home, baron Kames, škotski razsvetljenski filozof (* 1696)